# Ursus dans la terre de feu

Ursus dans la terre de feu (Ursus nella terra di fuoco) est un péplum italien de Giorgio Simonelli sorti en 1963.
Ce film est sorti en vidéo sous le titre Maciste dans la vallée des dieux.

## Synopsis
Ursus protège un peuple de bergers contre le roi Lothar, leur voisin. Ce dernier a pour conseiller Hamilcar qui, aidé par Mila, nièce du roi, veut usurper son trône. Hamilcar détruit le village des bergers, tue le roi et tente aussi d’éliminer Diane qui, poursuivie par les soldats, tombe dans un lac…

## Fiche technique
- Titre français : Ursus dans la terre de feu
- Réalisation : Giorgio Simonelli
- Scenario : Marcello Ciorciolini
- Sujet de  Luciano Martino
- Montage : Franco Fraticelli
- Maitre d’armes : Puccio Ceccarelli
- Costumes : Vittorio Rossi
- Assistance réalisation :Nicola Carmineo
- Maquillage : Pietro Mecacci
- Effets spéciaux : Eros Bacciucchi
- Photographie : Luciano Trasatti
- Format :Dyaliscope, Eastmancolor, 2,35:1
- Costumes fournis par : Tigano Lo Faro
- Studio : Elios film
- Organisation générale : Giuseppe Fatigati
- Musique et direction d’orchestre : Carlo Savina
- Directeur de production : Armando Morandi
- Société de production : Cine-Italia film
- Distribution en France : Cosmopolis films et les films Marbeuf
- Pays d'origine :  Italie
- Genre : Péplum
- Durée : 84 minutes
- Dates de sortie :
  -  Italie : 31 octobre 1963
  -  France : 12 aout 1964

## Distribution
- Ed Fury  (VF : Jean Amadou) : Ursus
- Luciana Gilli (VF : Jane Val) : Diane, la fille du roi Lothar
- Claudia Mori (VF : Jacqueline Ferriere) : Mila
- Adriano micantoni (VF : Raymond Loyer) : Hamilcar
- Nando Tamberlani (VF : Louis Arbessier) : le grand prêtre
- Puccio Ceccarelli (VF : Georges Atlas)  : Lero
- Giuseppe Addobbati : le roi Lothar
- Claudia Giannotti (VF : Joelle Janin) : la servante de Diane
- Diego Pozzetto (VF : Jacques Berger) :  Serik le berger
- Giulio Mauroni (VF : Jean Violette) : Faleg
- Serafino Fuscagni :Un citoyen révolté
- Nello Pazzafini :Un lutteur
- Tom Felleghy : Un officier
- Alba Maiolini : Une villageoise
- Omero Capanna : Un soldat